# ジミー・ウー
ジェームズ・“ジミー”・ウー（James "Jimmy" Woo）、または、ウー・イェン・ジェット（Woo Yen Jet）は、マーベル・コミックが出版するアメリカン・コミックスに登場する中国系アメリカ人のスパイである。ECコミックの作家アル・フェルドスティーンとアーティストのジョー・マニーリーによって創造されたこのキャラクターは、1956年10月の『イエロークロー』第1号で初登場し、マーベル・コミックの前身であるアトラス・コミックス以降から、さまざまなマーベル・コミックの作品に登場している。

## 発行履歴
ジミー・ウーは、スパイ・フィクションシリーズのヒーローであり、1956年10月から1957年4月までの4号分のみ刊行された『イエロークロー』では、ジャック・カービーとジョン・セヴェリンにデザインされた。
『イエロークロー』は、アジアの架空のヒーローによる比較的成熟したストーリーなど、当時としては珍しい作品だったが、それにもかかわらず読者を惹きつけることはできなかった。ウーは10年後の1967年9月、『ストレンジ・テイルズ』第160号に再登場し、1968年7月の『Nick Fury, Agent of S.H.I.E.L.D.』第2号でS.H.I.E.L.D.に加入した。
ウーは1977年から1979年のマーベルシリーズ『ゴジラ』と、2006年から2007年のマーベルシリーズ『エージェント・オブ・アトラス』にも登場した。

## キャラクター経歴
ジェームズ・ウーは、イエロー・クロー（マンダリン）を調査し、逮捕するために割り当てられたアジア系アメリカ人のFBIエージェントである。
『retcon』においてウーは、1958年にスーパーヒーローチーム“アベンジャーズ”を監督するために割り当てられた。
S.H.I.E.L.D.エージェントとして、ウーはダム・ダム・デューガンが率いるユニット“ゴジラ・スクワッド”に参加し、巨大な怪獣“ゴジラ”を追った。
ウーは一時的に、人造人間の“ライフ・モデル・デコイ”のモデルとなった。
2006年から2007年の物語で、ウーは“アトラス・ファウンデーション”として特定されたグループに、複数のエージェントを連れて潜入・襲撃を試みたが、返り討ちに遭って多くの新兵が殺され、ウー本人もひどい火傷を負い、脳機能を失った。しかしS.H.I.E.L.D.エージェントのゴリラマンと、彼の1950年代のチームメイトであるM-11やマーベル・ボーイに助けられ再生した。
それからウーはチームメイトと一緒に、世界中のアトラス・ファウンデーションをフォローし、ナモラを生き返らせた。そして最終的に、これまでの困難がテストに過ぎなかったことを明らかにするイエロークローと対峙。ウーはテストに合格と認められて、アトラス・ファウンデーションの総帥へと就任した。その後ウーは、ムンバイにある超人的な能力を持つアジアのティーンエイジャーのための汎アジア学校の責任者になった。
ウーはチャリティーイベントでエイリアンの軍隊に襲われると、アジア系アメリカ人のスーパーヒーローであるアマデウス・チョ/ブラウン、カマラ・カーン/ミズ・マーベル、シャン・チー、シルク、そしてS.H.I.E.L.D.エージェントのジェイクと団結し、ヴィランを倒した。『War of the Realms』においてウーは、アジアと太平洋のスーパーヒーローをアトラス・ファウンデーションの新しいエージェントとして募集した。その後、ウーはアトラス・ファウンデーションの総帥としての職務を再開し、アマデウス・チョをエージェントたちのリーダーとして任命し、ブルー・マーベルとドウェイン・テイラー/ナイトスラッシャーとの新チームも組んだ。

## その他のバージョン

### アルティメット・マーベル
『アルティメット・マーベル』におけるウーはS.H.I.E.L.D.のエージェントであり、シャロン・カーターをパートナーとしている。『アルティメット・スパイダーマン』第16号に登場し、カーターと共にドクター・オクトパスを捕まえようと活動する。

## MCU版
『マーベル・シネマティック・ユニバース』（『MCU』）では、ランドール・パークが演じる。日本語吹替は『アントマン&ワスプ』では宮川大輔、『ワンダヴィジョン』では松本忍が担当。

### キャラクター像
FBI捜査官。ベーカーズフィールド出身で、子どもの頃はエリオット・ネスをヒーローと敬っており、前職は“S.H.I.E.L.D.”のエージェントだった。謹厳実直で話の分からなさそうな第一印象であるものの、プライベートでは教会の青年団リーダーを務めているらしく、子どもたちに丁寧な接し方をしようと頭を絞ってもいるようで、「他人を悪く言うのは苦手」と呟くほど善良な性質と、会話中に勘違いで自分語りをはじめて周囲を唖然とさせてしまう癖の持ち主である。

### スキル
“S.W.O.R.D.”の隊員らの不意をついて拘束・監禁を難なく解き、相手を返り打ちにするなど、FBI捜査官としても高い実力を有している。

### 描写
『アントマン&ワスプ』
本作でMCU初登場。
ソコヴィア協定違反の廉によって自宅で軟禁生活を送るスコット・ラング/アントマンを法執行代理人として監視する任と、ハンク・ピムとホープ・ヴァン・ダイン/ワスプのピム父娘の捜索を兼務しているが、手柄を欲しているため、スコットに取り付けたモニター装置から信号が発せられたり、彼の目撃情報を耳にすると、すぐさまスコットの下に駆け付け、彼の自宅を漁るように部下たちと家宅捜査を行ったり、ピム父娘の身柄確保を耳にして歓喜する姿も見せる。しかしスコットとは、彼の打ち解けやすい人となりもあって、彼とは何処か通じ合いそうな間柄であり、同時にカードマジックをマスターするためスコットに教えを乞うことや、仕事の合間にスコットも観ていた練習用動画を観賞する場面もあった。
スコットがピム父娘と再会し、行動しはじめたことによって彼らの目撃情報が相次ぎ、その度に彼らが違法行為を働いていると疑ってスコットたちを捕らえようとするも、バークレー大学ではスコットたちを見つけられなかったことに加えてビル・フォスターに彼らの来訪を伏せられてしまった。次の日にスコットの自宅に飛び込んだ際にも、立ちあったキャシー・ラングに行手を阻まれたり、数時間後のジャイアントマン出現のニュース映像を観て街中に出動しても、スコットたちの“アントマン・スーツ マーク3”を使ったトリックに欺かれるなど、スコットが自宅から抜け出していた確証を最後まで得られず、ラストでは刑期満了となったスコットに疑惑を持ち続けながらも、彼と気軽いやりとりをして立ち去る。
『ワンダヴィジョン』
本作では“ウエストビュー”の事件の最初の捜査官として登場。目の前で起こったモニカ・ランボーの消失にはじまる次々と起きたSFじみた出来事や超人たちの所業について行けないこともあったが、異常な状況にも即座に冷静さを保ち、確かな実力を発揮しながらダーシー・ルイスや後に戻ってきたモニカと共に事件解決へ向けて奔走する。また、スコットの影響か名刺を取り出す際にカードマジックを披露してみせた。
FBIに保護されていたウエストビュー在住の証人が消息を絶ったことでオークランドから現地に赴き、状況判断の上でS.W.O.R.D.に応援を要請。派遣されてきたモニカと邂逅すると、彼女が“ヘックス”に取り込まれた瞬間を目の当たりにしたことから、S.W.O.R.D.の臨時基地に参加することとなった。
それからラジオを通してヘックス内部のワンダ・マキシモフ/スカーレット・ウィッチに呼びかけ続け、戻って来たモニカによるヘックス内部の情報の共有にも立ち会うが、横柄なタイラー・ヘイワードとは度々異を唱えてしまうほど馬が合わず、遂には基地から締め出された。だが後もモニカやダーシーと行動を共にし、ダーシーからヘイワードが裏で進めている白目作戦の存在を知らされ、モニカのヘックス再突入を見届けた。
その後S.W.O.R.D.に見つかって拘束され、“白目作戦”を隠蔽するためにワンダに濡れ衣を着せようとしながら悪びれないヘイワードに忠告。それを聞き入れずに出動したヘイワードの目を盗んで、簡単に監禁から脱すると、外部の同業者たちへの連絡に成功。彼らにヘイワードを逮捕させ、ワンダが飛び去ったウエストビューの事後処理に当たる。

## その他のメディア

### アニメ
『アベンジャーズ 地球最強のヒーロー』に登場。ノーラン・ノースが声をあてた。

### ゲーム
- 『マーベル・ヒーローズ』に登場。ジェームズ・シーが声をあてた[15]
- 『Marvel's Avengers』に登場。アレックス・ルが声をあてた[15]。

### 参考
1. ↑  What If #9 (June 1978)
2. ↑  the 2000s miniseries Marvel: The Lost Generation.
3. ↑  Godzilla #1–24
4. ↑  Nick Fury vs. S.H.I.E.L.D. #1 (June 1988)
5. ↑  Agents of Atlas #1
6. ↑  Agents of Atlas #4
7. ↑  Agents of Atlas #6
8. ↑  Infinity: The Hunt #1
9. ↑  The Totally Awesome Hulk #13–18
10. ↑  War of the Realms: The New Agents of Atlas #1–4. Marvel Comics.
11. ↑  Incoming! #1. Marvel Comics
12. ↑  Ultimate Spider-Man #14
13. ↑  MCU 2019, p. 109
14. ↑  “Watch Avengers: Earth's Mightiest Heroes Micro-Ep. 9 | Movie & TV News | News”.   Marvel.com (2010年9月30日). 2010年12月26日閲覧。
15. 1 2  “Jimmy Woo Voices (Marvel Universe) - Behind The Voice Actors”. behindthevoiceactors.com. 2020年9月25日閲覧。 Check mark indicates role has been confirmed using screenshots of closing credits and other reliable sources.